# Tralokinumab
Le tralokinumab est un médicament utilisé dans le traitement de la dermatite atopique. Il est vendu sous les noms de marque Adtralza et Adbry.

## Mode d’action
Il s'agit d'un anticorps monoclonal qui inhibe l'activité de la cytokine interleukine 13,.

## Usage médical
Le tralokinumab est un médicament utilisé pour traiter la dermatite atopique . Il est spécifiquement utilisé pour les maladies modérées à graves qui ne sont pas contrôlées par des médicaments appliqués sur la peau,. Le médicament est administré par injection sous-cutanée.

## Effets secondaires
Les effets secondaires de ce médicament comprennent des infections des voies respiratoires supérieures telles que le rhume, des réactions au site d’injection ou des douleurs et rougeurs oculaires. D’autres effets secondaires peuvent inclure l’anaphylaxie et l’œdème de Quincke. Bien qu’il n’existe aucune preuve de danger pendant la grossesse de ce médicament, une telle utilisation n’a pas été bien étudiée.

## Histoire
Le médicament a été approuvé pour un usage médical en Europe, aux États-Unis et au Royaume-Uni en 2021,,. Au Royaume-Uni, il coûte environ 1 070 livres sterling pour 600 mg en 2022. Aux États-Unis, ce montant coûte environ 3 300 dollars.